# Горица при Шмартнем
Горица при Шмартнем (словен. Gorica pri Šmartnem) је насељено место у општини Цеље, Савињска регија, Словенија.

## Историја
До територијалне реорганизације у Словенији била је у саставу старе општине Цеље.

## Становништво
У попису становништва из 2011. године, Горица при Шмартнем је имала 558 становника.
| Број становника према пописима | Број становника према пописима | Број становника према пописима |
| ------------------------------ | ------------------------------ | ------------------------------ |
| 1991                           | 2002                           | 2011                           |
| 458                            | 522                            | 558                            |

Напомена: До 1953. исказивано под именом Горица. Године 2002. повећан за део насеља Слатина в Рожни долини.